# Oscar Niemeyer

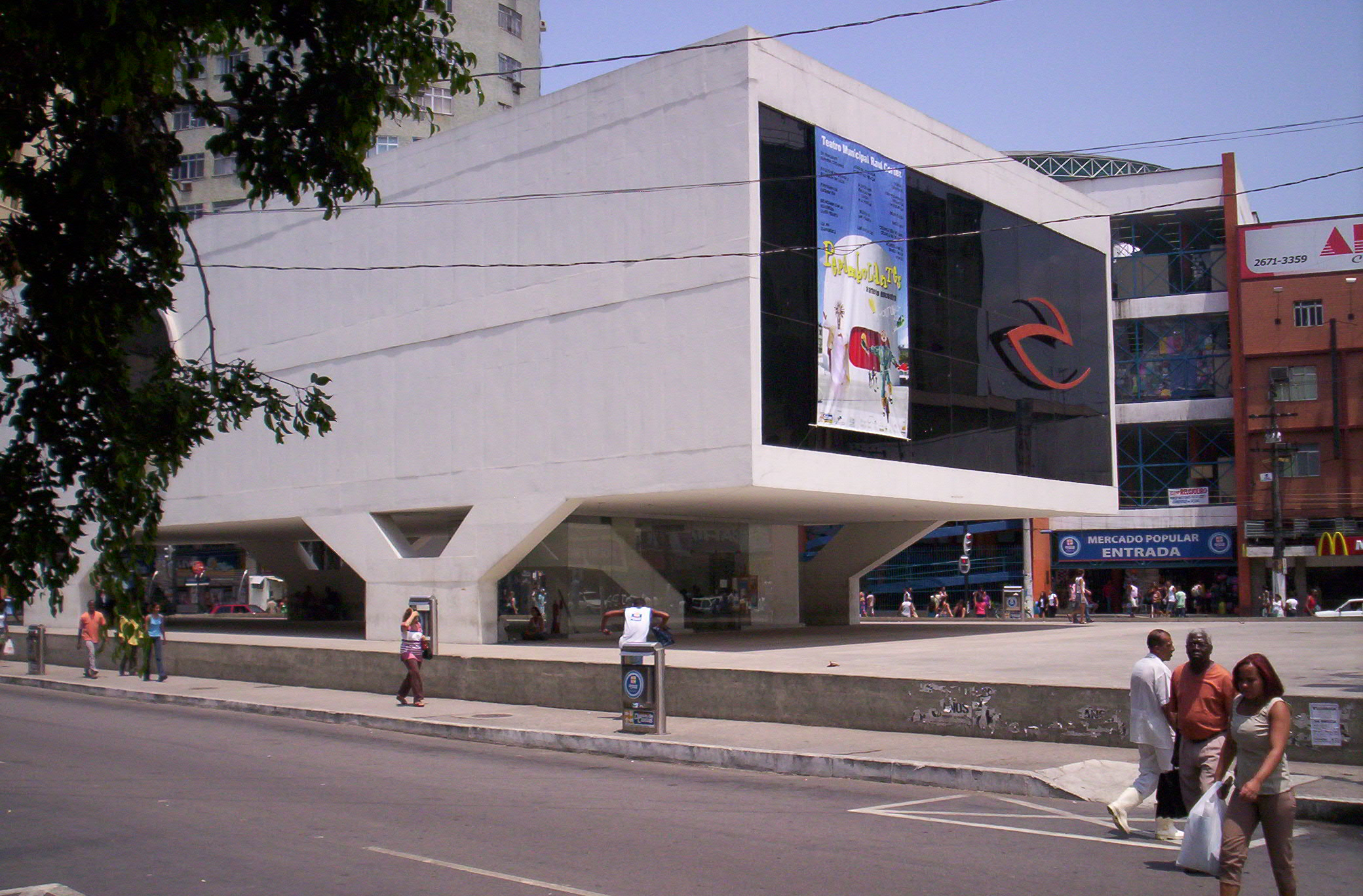
Theater in city center, Duque de Caxias, RJ, Brasil

Oscar Niemeyer (tên đầy đủ là Oscar Ribeiro de Almeida Niemeyer Soares Filho) (15 tháng 12 năm 1907 – 5 tháng 12 năm 2012) là một kiến trúc sư người Brasil. Ông được coi là một trong những gương mặt quan trọng nhất của trào lưu kiến trúc hiện đại thế kỷ 20.
Ông đã cộng tác với Le Corbusier trong nhiều công trình nổi tiếng. Các công trình kiến trúc và nghệ thuật của ông nổi bật lên với những đường cong bằng khối bê tông và kính và không thể miêu tả bằng lời được. Ông viết trong tự thuật:
| “ | Tôi không ấn tượng với những công trình chứa góc cạnh hay đường thẳng, khô cứng và thiếu linh động. Tôi ấn tượng bởi dòng chảy tự do, đường cong gợi cảm. Đường cong mà tôi nhận thấy ở những rặng núi đất nước tôi, ở những dòng sông uốn lượn, trong sóng đại dương, và trên cơ thể người phụ nữ đáng yêu. Đường cong tạo nên toàn bộ Vũ trụ, Vũ trụ cong của Einstein.[1] | ” |

## Tiểu sử
Oscar Niemeyer sinh ra tại thành phố Rio de Janeiro, trên một đường phố mà sau này được lấy tên của chính ông nội của ông, phố Ribeiro de Almeida. Ông lớn lên như những đứa trẻ khác cùng trang lứa của thành phố Rio de Janeiro (Carioca): phóng túng và không quan tâm đến tương lại. Năm 21 tuổi, Niemeyer kết thúc trung học và cưới Annita Baldo, con gái của một người dân di cư Italia từ Padua. Sau đám cưới, ông quyết định đi làm và đi học đại học.

## Các công trình kiến trúc
1. Trụ sở quốc hội Brasil ở Brasília
2. Trụ sở hội đồng Liên hợp quốc ở New York, Mỹ
3. Bảo tàng nghệ thuật đương đại Niterói
4. Toà nhà Copan, São Paulo, Brasil (1951)
5. Thánh đường Brazilia (1970)
6. Trụ sở Đảng Cộng sản Pháp, Paris, Pháp
7. Casino ở Funchal, Madeira